# دوري آيسلندا الممتاز 1986
دوري آيسلندا الممتاز 1986 (بالآيسلندية: 1. deild karla í knattspyrnu 1986) هو الموسم 75 من  دوري آيسلندا الممتاز. أقيم خلال الفترة 17 مايو 1986 وحتى 13 سبتمبر 1986، والذي يشرف على تنظيمه اتحاد آيسلندا لكرة القدم، وكان عدد الأندية المشاركة فيه  10، وفاز فيه نادي فرام ‏.